# Thiên thần (truyện cổ tích)
"Thiên thần" (tiếng Đan Mạch: Engelen) là một câu chuyện cổ tích văn học của Hans Christian Andersen về một thiên thần và một đứa trẻ đã chết đi thu thập hoa để mang lên thiên đường. Câu chuyện được xuất bản lần đầu tiên với ba người khác ở New Fairy Tales bởi C.A. Reitzel vào tháng năm 1843. Bốn câu chuyện đã được tiếp nhận bởi các nhà phê bình của Đan Mạch với sự ca ngợi. Một bản in miêu tả các thiên thần và đứa trẻ trở nên rất phổ biến.

## Nội dung
Khi câu chuyện bắt đầu, một đứa trẻ đã chết, và một thiên thần đang hộ tống đứa bé lên thiên đường. Họ đi lang thang trên mặt đất một quãng thời gian, đến thăm các nơi nổi tiếng. Trên đường đi họ thu thập hoa của từng vùng đất đã đi qua để trồng chúng trên các khu vườn của thiên đường. Thiên thần đưa đứa trẻ đến một khu vực nghèo nơi có một chậu hoa lily nằm trên một đống rác. Thiên sứ cứu vớt bông hoa và giải thích cho đứa bé đó rằng bông hoa đó đã cổ vũ một cậu bé bị tật trước khi cậu qua đời. Sau đó thiên thần tiết lộ rằng cậu bé đó chính là đứa trẻ, và cậu bé tiếp tục hành trình của mình.